# Anatasa
La anatasa —también conocida como octaedrita— es una de las cinco formas minerales del óxido de titanio (IV) o dióxido de titanio (TiO2).
El término anatasa procede del griego ἀνά (ana, «estirado») y ἀνάτασις (anatasis, «alargamiento»), en alusión a la longitud de las caras piramidales, más largas en relación con sus bases que las de otros minerales tetragonales.

## Historia
La anatasa fue descubierta a finales del siglo XVIII por Jean-Godefroy Schreiber en Oisans; también se debe a este naturalista el descubrimiento de la estilbita y la axinita. Fue objeto de diferentes descripciones más o menos completas, siendo René-Just Haüy en 1801 quien dio el nombre a la anatasa. El análisis químico inicial se debe a Louis-Nicolas Vauquelin.

## Propiedades
La anatasa puede tener colores muy variados, que van desde el pardo amarillento hasta el añil y negro, y tiene brillo adamantino, metálico. Su raya es clara, de color blanco o blanco-amarillento.
Es transparente cuando tiene color claro, siendo opaca cuando la coloración es más oscura.
Con una dureza entre 5,5 y 6 en la escala de Mohs, su densidad es de 3,9 g/cm³.
Como principales impurezas puede contener hierro, estaño, vanadio y niobio.
Es insoluble en ácidos, por lo que se puede limpiar con ácidos diluidos.
Es infusible y cuando se calienta por encima de 915 °C, la anatasa se transforma en rutilo —otra forma mineral de TiO2—, lo que conlleva un aumento de su densidad hasta 4,1 g/cm³.

## Propiedades cristalográficas

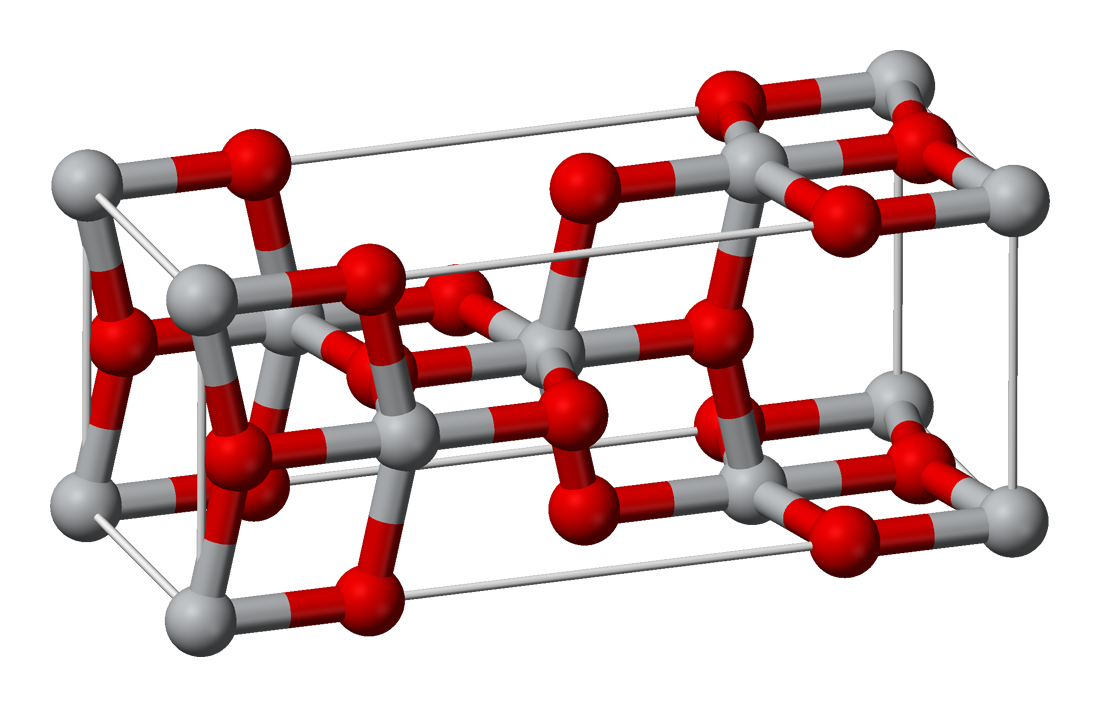
Estructura cristalina de la anatasa

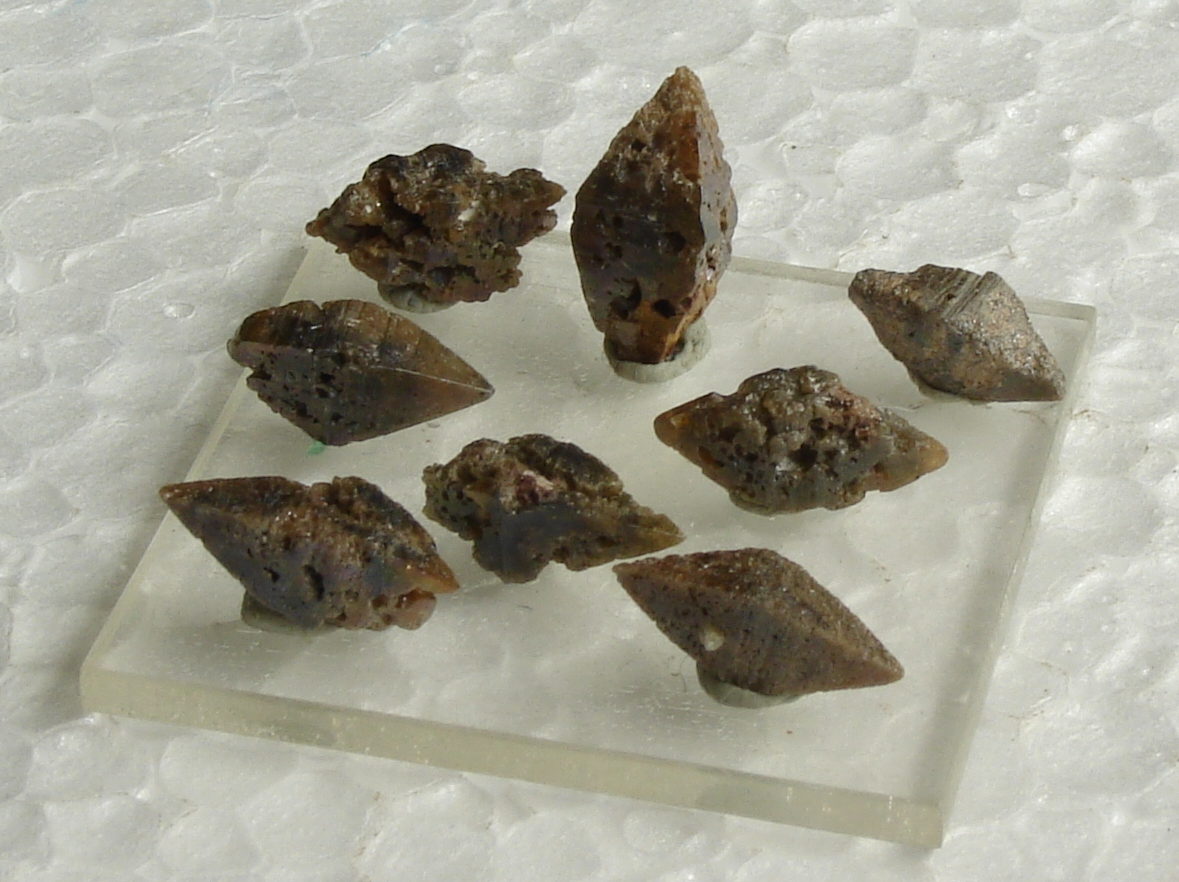
Cristales de anatasa de Minas Gerais (Brasil)

Al igual que el rutilo, la anatasa cristaliza en el sistema tetragonal, clase ditetragonal dipiramidal.
Aunque el grado de simetría sea el mismo para ambas especies, no hay ninguna relación entre los ángulos interfaciales de los dos minerales, excepto en la zona del prisma.
La pirámide habitual de la anatasa, paralela a las caras que tienen exfoliación perfecta, presenta un ángulo sobre el borde polar de 82° 9', mucho mayor que el correspondiente ángulo del rutilo (56° 52½'). El carácter alargado de la pirámide fue lo que inspiró al mineralogista René Just Haüy al otorgar el nombre de anatasa, —≪extensión» en griego— a este mineral en 1801.
Además, existen importantes diferencias físicas entre ambas especies minerales; la anatasa no es tan dura y es menos densa que el rutilo, y su brillo es más adamantino. Además del rutilo, la anatasa es polimorfa con akaogiíta, brookita y riesita, otras formas minerales de TiO2.
La anatasa presenta dos tipos de hábitos cristalinos. El más común consiste en dobles pirámides agudas simples de color añil y brillo acerado.
El segundo tipo se caracteriza por la existencia de numerosas caras piramidales, soliendo ser más planas y a veces prismáticas; en este caso la coloración va desde el amarillo miel hasta el marrón. Dichos cristales tienen un aspecto muy similar a los de xenotima y, de hecho, durante mucho tiempo se pensó que pertenecían a esta especie.
Esta clase de cristales abundan en Bourg-d'Oisans (Francia), yacimiento tipo de la anatasa, en donde se hallan asociados a cristal de roca, feldespato y axinita en grietas de granitos y micas-esquistos.

## Génesis
Por lo general la anatasa es un mineral secundario, proveniente de otros minerales portadores de titanio.
Se puede encontrar en filones alpinos, en rocas ígneas y metamórficas, así como en pegmatitas.
Asimismo, es un mineral detrítico común.

## Aplicaciones
En el laboratorio se pueden preparar cristales de anatasa mediante procesos sol-gel.
Como ejemplos de estos, cabe citar la hidrólisis controlada de tetracloruro de titanio (TiCl4) o de alcóxidos de titanio.
Estas anatasas sintéticas tienen considerable interés para la fotocatálisis. En efecto, cuando la anatasa es expuesta a la luz debajo el agua, absorbe fotones que excitan a los electrones en su estructura atómica, que a su vez dividen las moléculas de agua en hidrógeno y oxígeno. Esta propiedad tiene muchas aplicaciones posibles, como la desinfección del agua, la limpieza de derrames de petróleo o la fabricación de células solares. En este sentido, este mineral se usa en celdas solares Graetzel dentro de la energía fotovoltaica.

## Yacimientos

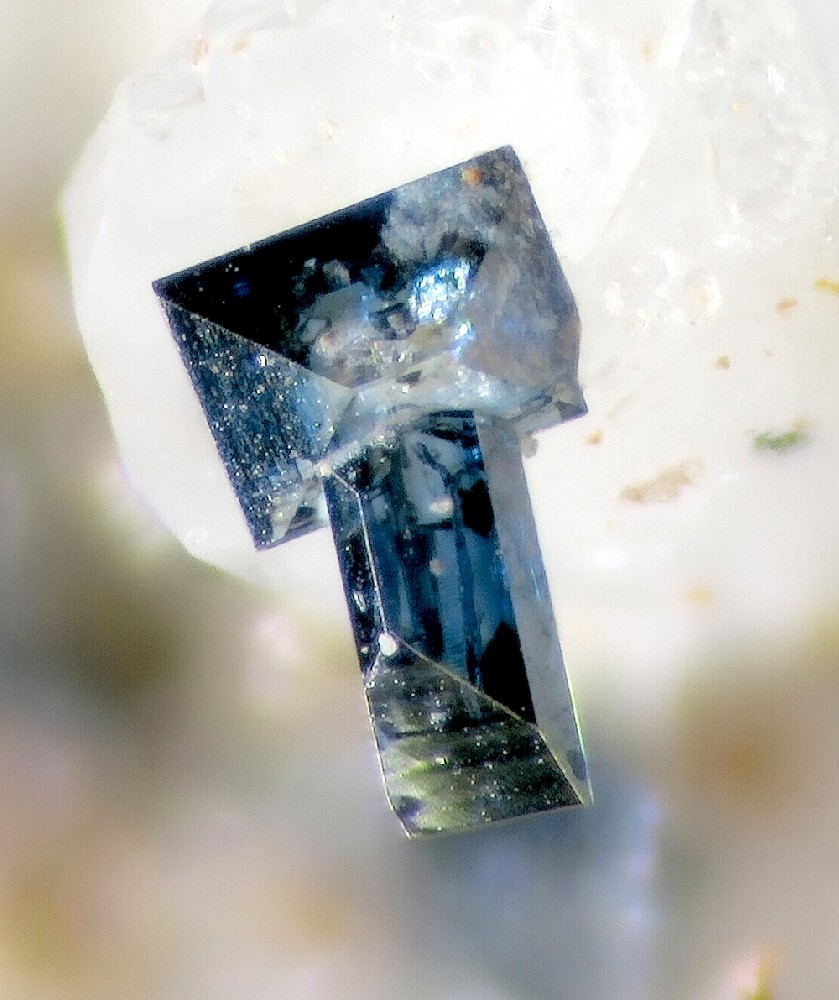
Anatasa procedente de Adra (Andalucía)
(Ancho de imagen: 1 mm)

La anatasa es un mineral muy difundido en la naturaleza, conocido en más de 2.000 localidades en el mundo, en gran parte por la acción de los coleccionistas de minerales, ya que sus cristales, aunque pequeños, son muy bonitos y cristalográficamente complejos.
La localidad tipo está en Saint Christophe-en-Oisans (Ródano-Alpes, Francia), donde la anatasa aparece en vetas alpinas derivadas de los gneises o esquistos circundantes por soluciones hidrotermales.
Entre los principales yacimientos cabe destacar los existentes en los Alpes, en los valles de Binn, Bagnes y Anniviers (Valais, Suiza), y en los de Felben, Rauris y Gastein (Hohe Tauern, Austria).
Se han encontrado cristales oscuros excepcionalmente grandes en Matskorhae y Dyrfonni (Hardangervidda, Noruega); por el contrario, se han observado cristales pequeños pero bien formados en Val d'Ossola (Piamonte, Italia).
En España, aunque existen referencias vagas de su presencia, incluida una del famoso mineralogista Haüy, la primera en la que se encontró fehacientemente, ya en el siglo XX, fue la de Viella y Medio Arán, en el valle de Arán. Esta localidad es conocida por la complejidad y variabilidad en la morfología de los cristales. Los de mayor tamaño encontrados en España, hasta 8 mm, son los de la mina Santa María, en Pedroso de Acim (Cácere)  Otras localidades conocidas son la Cantera del Moro, en Santiago Millas (León), las descubiertas en la construcción de la autovía en Adra, Fiñana y Macael (Almería), o las de las canteras de granito de  Porriño (Pontevedra).
También son numerosos los yacimientos en América: Estados Unidos (mina Gold Quarry en Nevada, uno de los mayores depósitos de oro de Norteamérica), México (Chicxulub Puerto), Perú (Cajamarca y Huamachuco), Chile (Taltal) y Argentina (Barranca Larga y Tanti). El estado de Minas Gerais, en Brasil, cuenta con diversas localizaciones de este mineral, como por ejemplo la mina Romaria (mina de diamantes abierta en 1867) o la mina Osamu Utsumi, mina de uranio clausurada en 1997.